# Guerre de génération
Pour plus de détails, voir Fiche technique et Distribution.
Guerre de génération ou Génération Guerre au Québec, (Unsere Mütter, unsere Väter, littéralement « Nos mères, nos pères » selon son titre original ; Generation War en anglais), est une mini-série allemande en trois parties diffusée en 2013.
Elle raconte, du point de vue allemand, le destin de cinq amis âgés d'une vingtaine d'années en 1941 pendant la Seconde Guerre mondiale : Wilhelm et son jeune frère Friedhelm, qui vont partir sur le Front de l'Est avec la Wehrmacht, tout comme Charlotte qui devient infirmière militaire, alors que Greta rêve d'une carrière de chanteuse et que son amant Viktor, fils de tailleurs juifs, doit sauver sa peau. Les personnages sont à la fois victimes et bourreaux au milieu des horreurs du conflit mondial. Le téléfilm couvre une période de quatre ans et s'achève en 1945 dans l'Allemagne en ruine.
En Allemagne et en Autriche, le téléfilm a été diffusé les 17, 18 et 20 mars 2013 respectivement sur la ZDF et l'Österreichischer Rundfunk (ORF).  En France, il a été diffusé les 26 août, 2 septembre, et 9 septembre 2013 sur Canal+. Au Canada, toujours en français, les 23 et 30 mai ainsi que le 6 juin 2014 sur les ondes de ICI Radio-Canada Télé, et les 28 et 29 août 2014 sur Arte. En Pologne, la mini-série a été très abondamment critiquée pour sa présentation des résistants polonais de l'Armia Krajowa comme profondément antisémites.

## Synopsis

### Épisode 1:Un autre temps
Juin 1941. Alors que l'offensive allemande en URSS, l'opération Barbarossa, vient de commencer, cinq amis se retrouvent dans un café à Berlin pour une dernière soirée. Le lieutenant Wilhelm Winter va partir sur le front avec son petit frère Friedhelm. Charlotte, secrètement amoureuse de Wilhelm, va également s'y rendre en tant qu'infirmière. Quant à Greta Müller, elle va rester à Berlin pour tenter de percer dans la chanson et aider son amant, Viktor Goldstein, à échapper aux persécutions antisémites. Sûrs de la victoire rapide de la Wehrmacht sur l'Armée rouge, les amis se promettent de se retrouver dans le même café à Noël pour la victoire.
En Russie, alors que Wilhelm, en tant que vétéran de la Pologne, est vénéré par ses hommes, Friedhelm, traumatisé par les horreurs de la guerre (le major SS Hiemer abat une enfant juive devant ses yeux), adopte une attitude défaitiste et refuse de se battre. Mais face à l'hostilité de ses camarades et à la résistance de plus en plus acharnée des Soviétiques, Friedhelm comprend qu'il doit changer d'attitude. Charlotte se lie d'amitié avec une auxiliaire ukrainienne, Lilija, mais quand elle apprend qu'elle est juive, elle la dénonce. Greta entretient une relation avec un officier de la Gestapo, Dorn, en échange d'un coup de pouce pour commencer sa carrière et de faux papiers pour Viktor.
En décembre, les cinq amis comprennent qu'ils ne pourront respecter leur promesse. Wilhelm et Friedhelm passent Noël devant Moscou, en pleine contre-offensive soviétique. Viktor tente de fuir avec les faux papiers délivrés par Dorn mais c'est un piège et il est arrêté. Quant à Greta, elle accomplit enfin son rêve en devenant une vedette de la chanson.

### Épisode 2:Une autre guerre
Juillet 1943. Après la défaite de Stalingrad, la Wehrmacht s'apprête à lancer la contre-offensive de la dernière chance à Koursk. Face à la saignée humaine, Wilhelm ne croit plus en la victoire alors que Friedhelm est devenu un soldat exemplaire, obéissant sans broncher à tous les ordres, même les plus horribles. Avec Alina, une Polonaise, Viktor parvient à s'échapper du train qui le conduit vers les camps de la mort. Grâce à son succès, Greta est envoyée pour chanter devant les troupes en Ukraine. C'est l'occasion de retrouver ses trois amis et de découvrir le vrai visage de la guerre.
L'offensive est lancée. Malgré tout leur courage, Wilhelm et Friedhelm n'arrivent pas à percer les défenses soviétiques. Épuisé par les combats, Wilhelm déserte le front et part se reposer dans la campagne. Friedhelm est blessé par un tir ami alors qu'il venait de traverser les lignes russes en se déguisant en soldat de l'Armée rouge. Il est sauvé par le docteur Jahn grâce à l'insistance de Charlotte pour le soigner. Greta et Friedhelm rentrent à Berlin. La première est emprisonnée pour défaitisme et parce qu'elle risque de briser le mariage de Dorn. Le second, devant la froideur de son père (qui croit Wilhelm mort) et le patriotisme béat de ses compatriotes, repart pour le front.
Viktor et Alina rejoignent des partisans polonais que la série présente comme antisémites. Viktor se joint au groupe à qui il doit cacher ses origines juives. Charlotte, croyant Wilhelm mort, couche avec le docteur Jahn. Wilhelm, lui, est retrouvé par la police militaire allemande et est condamné à mort pour désertion.

### Épisode 3:Un autre pays
Juin 1944. Wilhelm a été gracié et envoyé dans un bataillon disciplinaire chargé des basses besognes. Viktor et le groupe de partisans tendent une embuscade à un convoi ferroviaire allemand pour récupérer des armes. Ils découvrent des wagons remplis de juifs envoyés vers les camps de la mort et refusent de les libérer. Mais Viktor se rebelle et ouvre les portes des wagons. Le chef des partisans comprend qu'il est juif et l'exclut du groupe. Friedhelm intègre de son côté l'armée anti-partisane (en) du colonel Hiemer, responsable de nombreux crimes. Ils attaquent le groupe de partisans dont faisait partie Viktor et ce dernier, qui n'était pas loin, revient pour se battre. Il se retrouve face à Friedhelm qui l'épargne, et tue même Hiemer pour sauver son ancien ami.
Février 1945. Wilhelm parvient à déserter en tuant le chef sadique de son bataillon disciplinaire et rentre à pied à Berlin. Charlotte est capturée par les Soviétiques mais est épargnée grâce à l'action de Lilija, devenue officier de l'Armée rouge.
Avril 1945. Alors que les Soviétiques rentrent dans Berlin, Greta est exécutée après 18 mois d'emprisonnement, quelques jours avant la capitulation allemande. Au même moment, Friedhelm se fait tuer par les Russes pour sauver un groupe de la Volkssturm. En mai, dans Berlin en ruines, Viktor découvre que Dorn a réussi à être engagé dans l'administration par les Américains, ignore ce que sont devenus ses parents et apprend que Greta est morte. Dans le café du début, dévasté par les bombes, il retrouve Charlotte et Wilhelm. Brisés par la guerre, les trois amis partagent en silence un verre à la mémoire de leurs deux compagnons disparus.
L'épisode se termine par une représentation de la photo du début et indique les années de naissance et de mort de Viktor (1921-1997), Greta (1921-1945), Charlotte (1921-2003), Friedhelm (1923-1945) et Wilhelm (1920- ).

## Distribution
- Volker Bruch (VF : Philippe Allard) : Lieutenant Wilhelm Winter
- Tom Schilling (VF : Grégory Praet) : Friedhelm Winter
- Katharina Schüttler (VF : Séverine Cayron) : Greta Müller
- Ludwig Trepte (VF : Maxime Donnay) : Viktor Goldstein
- Miriam Stein (VF : Isabelle Guinand) : Charlotte
- Mark Waschke (VF : Laurent Bonnet) : Lieutenant-colonel Dorn
- Christiane Paul : Lilija
- Sylvester Groth : Hiemer
- Henriette Richter-Röhl : Hildegard
- Götz Schubert : Docteur Jahn
- Bernd Michael Lade : Feldwebel Krebs
- Maxim Mehmet : Hauptmann Feigl
- Alina Levshin : Alina, une Polonaise de Varsovie
- Samuel Finzi : père de Viktor
- Dorka Gryllus : mère de Viktor
- Johanna Gastdorf : mère de Winter
- Peter Kremer : père de Winter
- Anne Diemer : femme de Dorn
- Trystan Pütter : Bertok
- David Zimmerschied : Schneider
- Joel Basman : Bartel
- Antonio Wannek : Koch
- Lucas Gregorowicz : chef de la police des partisans
- Benjamin Trinks : Eins
- Michael Ihnow : Francizek
- Ludwig Blochberger : Andrew Freitag
- Hildegard Schroedter : infirmière en chef allemande
- Tino Mewes : Zwei
- Kai Michael Müller

Source et légende : Version française (VF) selon le carton du doublage français télévisuel.

## Personnages
ADAPTATION FRANÇAISE des dialogues : Nathalie CASTELLANI - Daniel DANGLARD

### Wilhelm
Wilhelm Winter est un vétéran de la Wehrmacht. Il a combattu lors des campagnes de Pologne et de France (où il fut blessé). Il est un lieutenant reconnu par ses hommes et apprécié par son père. Il se rend sur le front russe, pensant comme ses camarades que la guerre ne durera pas et qu'elle sera terminée avant Noël 1941. Confronté aux horreurs d'une guerre devenue totale et idéologique, il perd petit à petit son optimisme. Il fait face à différentes situations dans lesquelles son honneur et ses idéaux sont remis en cause : l'ordre d'exécuter ( suivant l'ordre publié mais rester secret du 6 juin 1941 ) un commissaire politique (Politruk)  qui est un agent du Parti communiste intégré dans les unités militaires soviétiques. Son rôle était d’assurer la loyauté idéologique et politique de l’armée envers le Parti., ceci est évidemment un crimes de guerre mais comme les Soviétiques n'avaient pas signé les conventions de Genève, Hitler considéra que les lois de la guerre ne s'appliquait donc pas.
Conscient de l'amour que lui porte Charlotte, il s'en montre volontairement indifférent, pour la raison qu'il a de grandes chances d'être tué avant la fin de la guerre, pour "ne pas lui donner de faux espoirs".
Dans le cadre de l'opération Citadelle, la dernière chance pour les Allemands de reprendre l'initiative contre les Russes, son capitaine lui assigne la prise d'une station télégraphique. Il y perd presque toute son unité et passe pour mort auprès de son frère Friedhelm lors d'un dernier assaut désespéré (la perte supposée de son frère pousse Friedhelm à un acte héroïque, jusqu'à la prise de la station télégraphique pratiquement seul). Traumatisé par cet assaut et complètement abasourdi par la tournure qu'a prise cette guerre, il déserte et se cache dans une cabane dans les bois. Lorsqu'il est finalement découvert par hasard par une patrouille allemande, il est condamné à mort pour désertion en dépit des arguments présentés par son supérieur, tels qu'une amnésie consécutive à un impact de grenade ou le rappel de son service exemplaire sur le front français en 1940.
Finalement gracié, Wilhelm rejoint le bataillon disciplinaire 500 (de), rassemblant des soldats allemands qualifiés de traîtres et de lâches, où il subira les affres de son chef sadique, qu'il tue afin de retourner à Berlin, en ruines.

### Friedhelm
Friedhelm Winter est le frère cadet du lieutenant Wilhelm Winter. C'est un jeune homme cultivé, appréciant la poésie et la littérature (il apprécie Rimbaud et Ernst Jünger) et qui semble volontiers s'amuser. S'opposant de manière passive mais explicite au fanatisme et à l'exaltation de ses compagnons d'armes, au début de la campagne de Russie, il va finalement s'endurcir au fur et à mesure de la guerre et devenir un soldat froid et cynique, parfaite machine à tuer. Cette transformation va aller en s'intensifiant avec la mort de son frère (ce que croit Friedhelm) et son rejet par son père. Friedhelm, brisé par la guerre et par ses atrocités, est convaincu que tout est voué au néant. C'est ce qui lui donne cette froide impassibilité et le rend terriblement efficace au combat. Mais c'est aussi ce qui fait de lui un monstre. En effet, à ce stade de la guerre, il n'est pas plus ému par les tirs ennemis que par le fait d'exécuter un enfant. Néanmoins, non seulement il n'abat pas son ami Viktor lors de l'attaque contre les partisans mais le sauve en tuant son officier supérieur. Il fait don de sa vie à la fin du film, pour éviter que de jeunes membres fanatiques de la milice Volkssturm ne se fassent massacrer inutilement.

### Charlotte
Charlotte, surnommée Charly, est amoureuse de Wilhelm mais n'ose pas le lui avouer. Patriote, elle part comme volontaire pour être infirmière au front et est affectée dans un hôpital militaire à quelques kilomètres seulement du front de l'Est. Très ébranlée au début par l'état des soldats blessés, malhabile, elle s'endurcit rapidement. Elle recrute une aide-infirmière, Lilija, qui était médecin en Ukraine. Cette dernière cache sa confession juive. Lorsque Charlotte découvre ce secret, elle n'hésite pas à la dénoncer. Après son arrestation elle regrette sa décision.
Lorsque Charly retrouve ses amis à l'occasion du passage de Greta en tournée de chant pour remonter le moral des troupes, elle avoue son amour à Wilhelm. Celui-ci n'y répond pas car, désabusé, il pense ne pas survivre à la guerre et ne veut pas la peiner. Lorsque Friedhelm arrive gravement blessé à l'hôpital, Charlotte insiste auprès du médecin pour qu'il mette tout en œuvre pour le sauver. À son réveil, Friedhelm lui apprend la mort de Wilhelm, ce qui pousse Charlotte dans les bras du docteur Jahn. Lorsque la nouvelle unité de Wilhelm (le bataillon disciplinaire 500) rejoint l'hôpital, elle réalise son erreur.
Lors de l'évacuation de l'hôpital militaire, Charlotte part à la recherche de Sonja, une infirmière russe. Elles sont oubliées et restent seules avec les soldats les plus lourdement blessés, intransportables. À l'arrivée de l'Armée rouge, les soldats russes abattent tous les blessés restants dans l’hôpital, et l'un d'eux commence à violer Charlotte. Elle sera libérée de son agresseur par l'intervention de Lilija, devenue une officier russe. Sonja est exécutée pour traîtrise dans la nuit qui suit la prise de l'hôpital par l'Armée rouge.

### Greta
La jolie et élégante Greta Müller rêve de devenir chanteuse. Elle reste à Berlin aux côtés de son amant juif : Viktor. Bien vite, elle est séduite par Dorn, un commandant de la Gestapo marié et père de famille. Elle se sert de cette liaison à la fois pour préparer la fuite de Viktor vers les États-Unis, mais également pour lancer sa carrière de chanteuse de variétés.
C’est sous son nom d'artiste de Greta del Torres qu’elle retrouve Wilhelm, Charlotte et Friedhelm près du front russe où elle vient remonter le moral des troupes. Elle est confrontée pour la première fois à l’horreur de la guerre ; manquant son vol à cause de son attitude de diva, elle découvre la réalité des blessures de guerre, la mort et le travail d'infirmière de Charly à l'hôpital militaire.
De retour à Berlin, elle est arrêtée pour défaitisme, pour incitation à la haine et pour dépréciation du Führer après avoir pris à partie des soldats un peu trop pressants en évoquant de manière inconsidérée son expérience du front. Elle profite de son interrogatoire pour annoncer à Dorn qu’elle est enceinte de lui, croyant naïvement ainsi éviter la prison. Celui-ci la frappe violemment au ventre. Greta est ensuite incarcérée à la prison pour femmes de Charlottenbourg ; elle y est exécutée quelques jours avant la fin de la guerre.

### Viktor
Viktor Goldstein est juif, couturier de talent et amant de la jolie Greta. Son père possède une boutique à Berlin. Il prend très tôt conscience du sort que l'Allemagne nazie réserve aux juifs (Allemands compris). Son père, lui, croit encore être considéré comme citoyen allemand. Greta s'arrange pour lui obtenir un laissez-passer vers la France auprès de son autre amant, le lieutenant-colonel Dorn, de la Gestapo. Ce dernier les trahit tous les deux en faisant arrêter Viktor puis en l'envoyant au camp d'Auschwitz. À une vingtaine de kilomètres du camp de concentration, Viktor s'évade du train avec une Polonaise entreprenante, Alina. Rapidement, ils sont enrôlés dans un groupe de partisans polonais. Viktor combat plusieurs années, participant activement aux actions des partisans, jusqu'à ce que ces derniers découvrent qu'il est juif. Laissé en vie, il est chassé du groupe, puis retourne se battre à ses côtés lorsqu'une escouade allemande dont fait partie Friedhelm l'attaque. Épargné par Friedhelm, il retourne à Berlin.

## Réception

### En Allemagne
Le téléfilm, d'une durée totale de quatre heures et demie, est diffusé en trois parties. L'épisode final est visionné par 7,6 millions de téléspectateurs, sa part d'audience s'élève à 24 %.

### En Pologne
Tout au long des trois épisodes de la mini-série, dont une partie se déroule dans la Pologne occupée, ses habitants sont présentés comme férocement antisémites. En particulier, les partisans de l'Armia Krajowa c'est-à-dire le plus important mouvement de résistance en action durant la Seconde Guerre mondiale, multiplient les propos antisémites (par exemple, « Les Juifs, on les noie comme les chats » ou cette scène où le chef « sent » Viktor pour déterminer s'il est juif) et refusent même de libérer des prisonniers juifs entassés dans les wagons d'un train qu'ils viennent de stopper sur la voie après une embuscade. Cette présentation de l'Armia Krajowa, ignorant en particulier sa Commission d'aide aux Juifs (Żegota), a été perçue comme particulièrement « grotesque » en Pologne ( ce qui ne veut pas dire que c'est faux, l'antisémitisme était présente dans toute l'Europe ) poussant notamment l'ambassade en Allemagne à envoyer un courrier à la ZDF stipulant notamment que l'Armia Krajowa comprenait des juifs et qu'un quart des Justes parmi les nations reconnus par le mémorial de Yad Vashem sont Polonais,. La presse polonaise, elle, estime l'approche de la série « injuste », « scandaleuse » et « offensante ». Un ancien résistant polonais attaque la chaine ZDF en justice : en 2018, un tribunal de première instance condamne ZDF à présenter des excuses aux anciens de l'Armia Krajowa, en diffusion sur ses réseaux allemands et polonais ainsi que sur son site internet, cette décision est confirmée en appel en 2021.

### En France
Le site internet Allociné lui accorde la note 4,3/5.

## Distinctions

### Récompenses
- Festival de la fiction TV de La Rochelle 2013 : meilleure fiction européenne[8]
- International Emmy Awards 2014 : meilleure mini-série ou téléfilm

### Nominations
- Festival international du film de Palm Springs 2014 : sélection « World Cinema Now »